# Rafael Castro Ordóñez

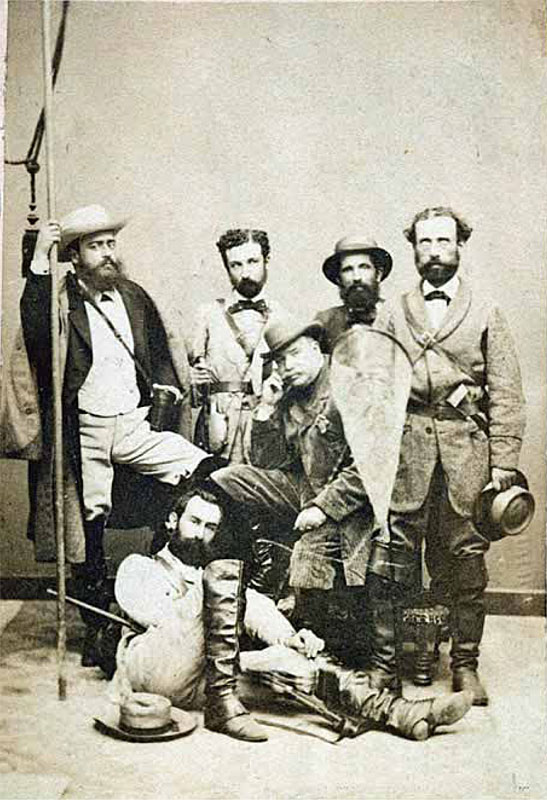
Někteří účastníci expedice

Rafael Castro Ordóñez (1830 nebo 1834 Madrid – 2. prosince 1865) byl španělský malíř, ilustrátor a fotograf, první španělský fotograf na vědecké expedici. Narodil se v Madridu v roce 1834 nebo podle jiných autorů v roce 1830. V letech 1848– 1850 studoval malbu a kresbu na Real Academia de Bellas Artes de San Fernando a před kariérou fotografa maloval jako ostatní malíři v té době; z tohoto důvodu odcestoval do Paříže, aby se učil u malíře Léona Cognietiho, a když byl vybrán k výpravě do Tichého oceánu (La comisión científica del Pacífico), vyžádal si radu od Charlese Clifforda, který byl specialistou na cestovní fotografii, a který měl dokonce na starosti nákup potřebného materiálu v Londýně.

## Pacifická vědecká komise (1862–1866)
Za vlády královny Isabely II. byla tato zámořská výprava uskutečněna za účelem propagace naturalistického a antropologického výzkumu a za podpory španělského koloniálního týmu pod velením generála Pinzóna. Jednotku tvořily fregaty Nuestra Señora del Triunfo a Resolución a škuner Covadonga. Lodě vypluly 10. srpna 1862 z přístavu v Cádizu do Střední Ameriky, Jižní Ameriky a Kalifornie. Na druhou stranu se tato expedice pokoušela napodobit ostatní z různých zemí, zejména přírodovědce Alexandra von Humboldta z Německa.
Expediční tým se skládal ze tří zoologů, geologa, botanika, antropologa, taxidermisty a kreslíře – fotografa, což bylo místo, pro které byl vybrán Rafael Fernández de Moratín, ale který se nemohl ze zdravotních důvodů zúčastnit. Byl pověřen pracovat pro Rafaela Castra, ačkoli se účastnil jen v letech 1862–1864, protože opustil expedici v Guayaquil a fotografování měl na starost Marcos Jiménez de la Espada. Na nějaký čas se usadil ve Valparaíso a do Madridu se vrátil, když se vztahy s Chile zhoršily po obsazení ostrovů Chincha generálem Pinzónem.
Jeho fotografická produkce zahrnovala od pohlednicových záběrů (města, krajiny, ruiny, památky) a lidských typů, až po studiové portréty. Fotografické vybavení, které používal, byly negativní skleněné desky a pozitivní kopie na albuminovém papíru. Publikoval různé články a fotografie o cestě v ilustrovaném magazínu El Museo Universal v letech 1863–1864 (od čísla 7 z roku 1863 do čísla 46 z roku 1864).
Přestože je Rafael Castro nejznámější svou fotografickou činností, před cestováním do Tichého oceánu se věnoval vizuálnímu umění a účastnil se několika národních výstav výtvarného umění v letech 1850 a 1858, jakož i v roce 1860, ve kterém získal čestné uznání za svou malbu s názvem Sancho García presentando a su madre la copa de vino emponzoñado que ésta le había preparado.
Rafael Castro Ordóñez 2. prosince 1865 spáchal z nejasných důvodů sebevraždu.
Pro historii je považován za průkopníka cestovního zpravodajství. Zanechal důležitou sbírku obrazů, většina z nich se uchovala v archivech Národního muzea přírodních věd a Národního muzea antropologie v Madridu. Mezi výstavy jeho děl patří: Fuentes de la memoria I v roce 1989, Pacífico inédito v roce 1992 a Rafael Castro Ordóñez. Expedición del Pacífico v roce 1999.

## Galerie

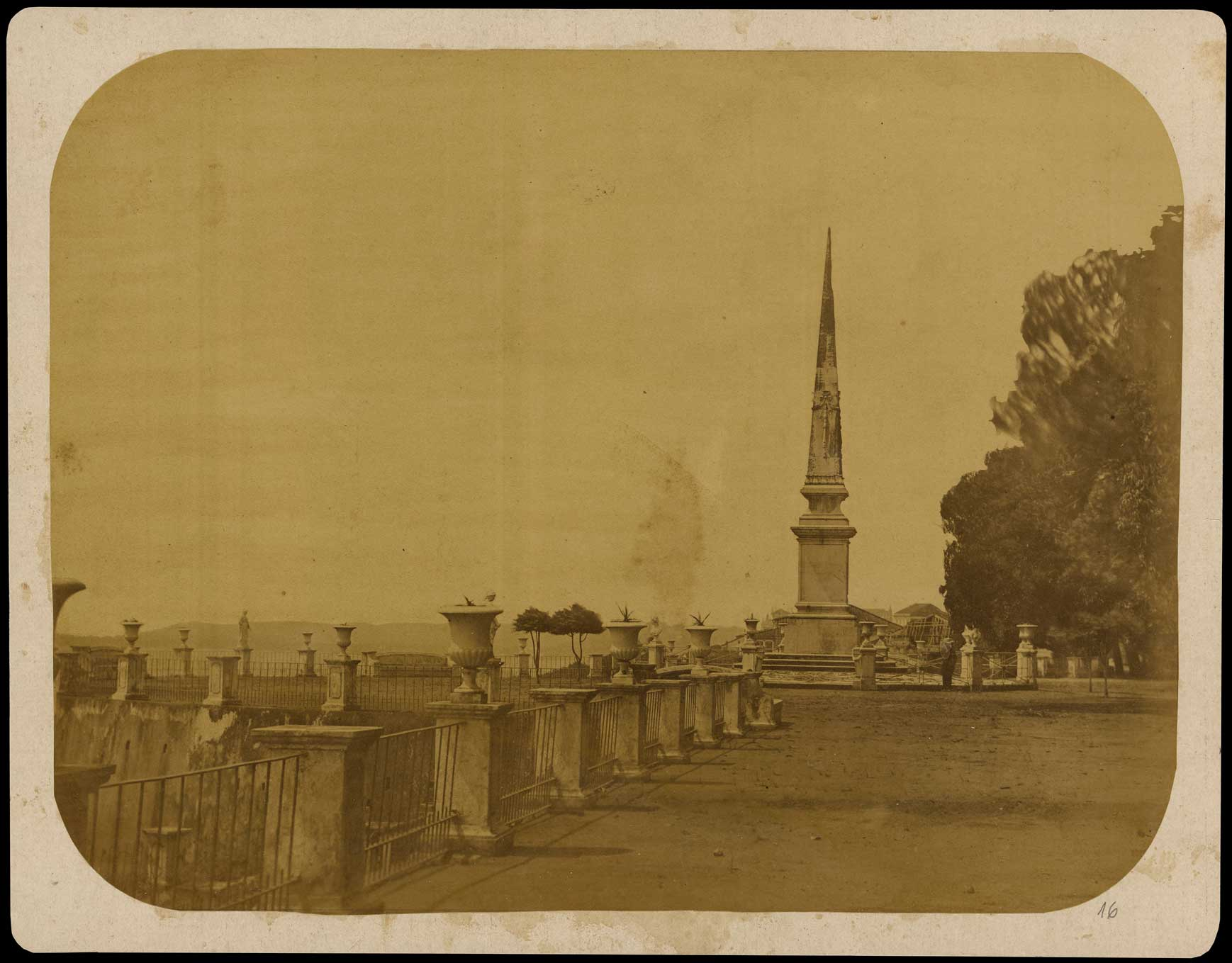
Passeio Público de Salvador, 1862
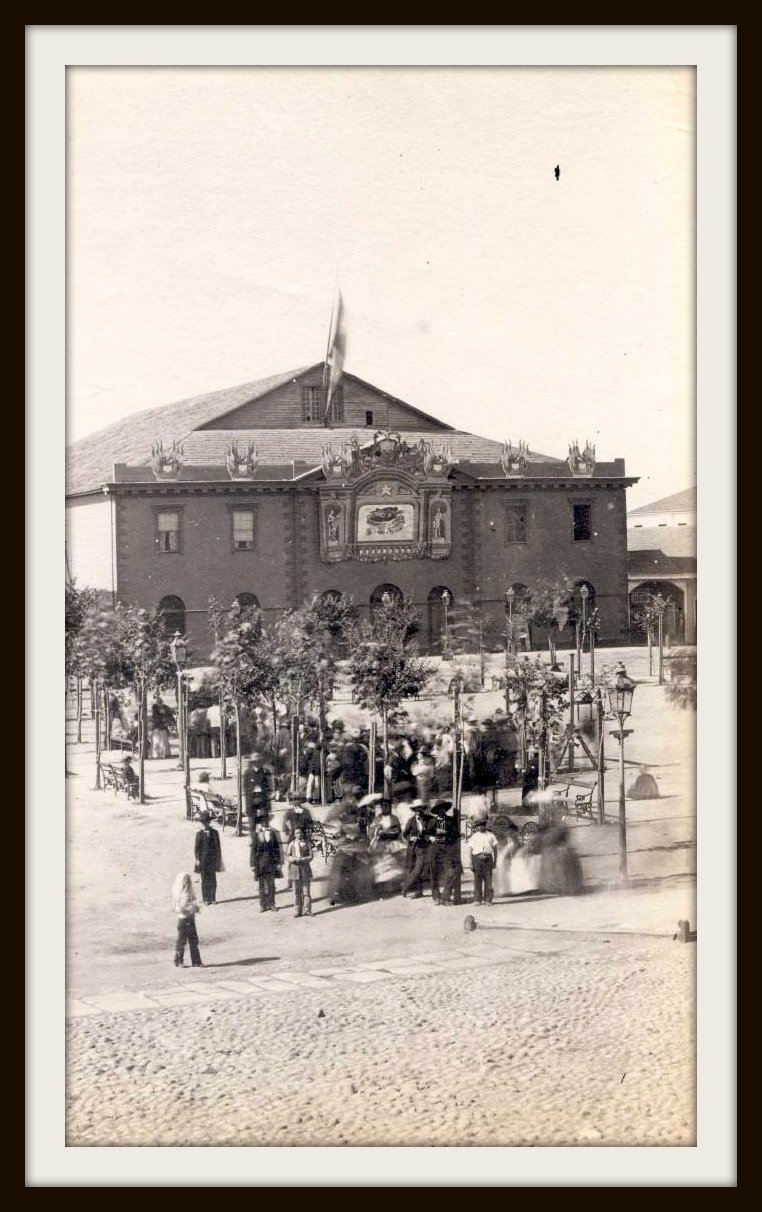
Valparaíso, primer teatro de la Victoria (actual plaza Simón Bolivar), 1864
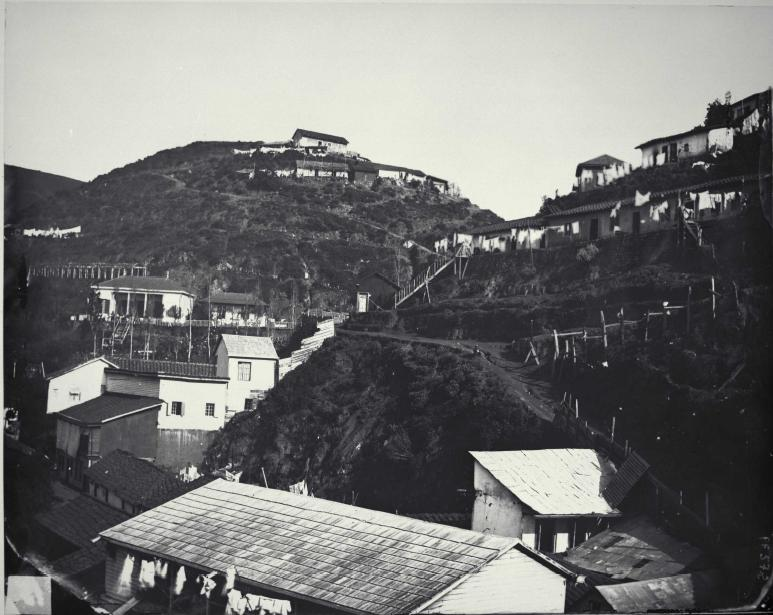
Valparaíso, quebrada San Francisco, 1863
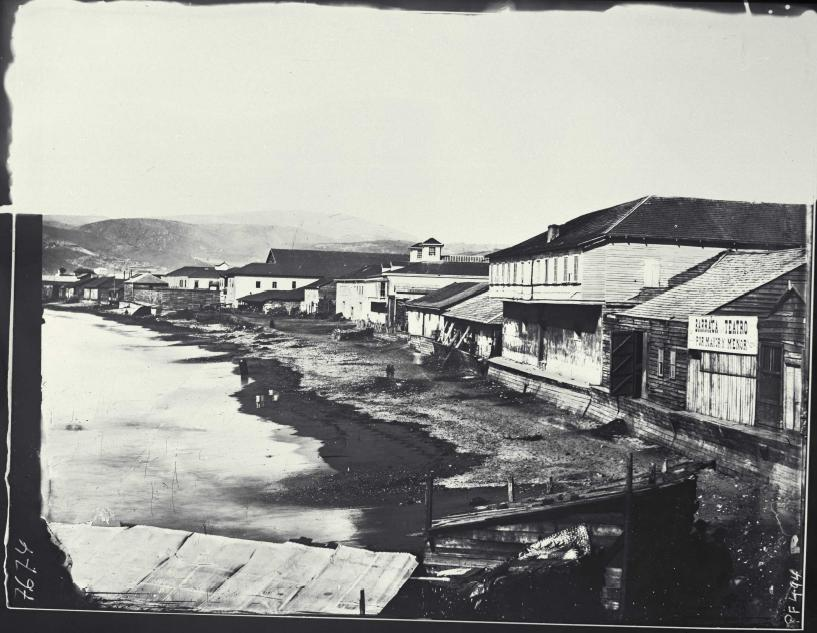
Valparaíso, Teatro Barracas, (Actual av. Brasil), 1864
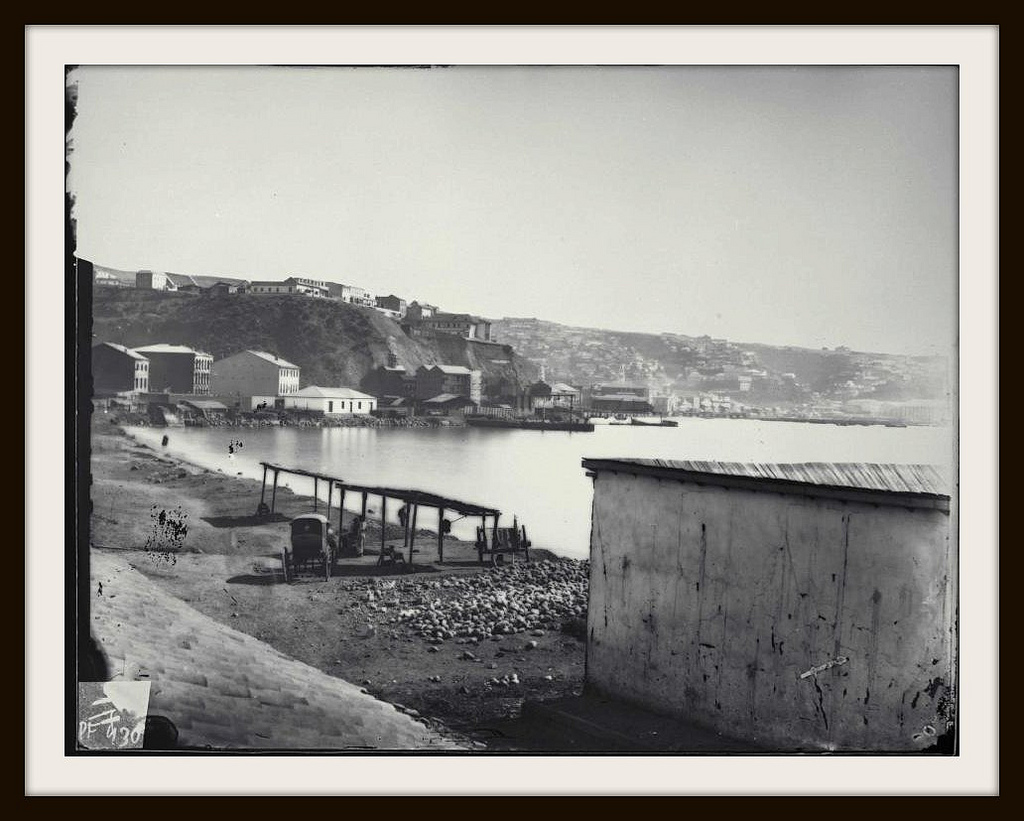
Valparaíso, Vista desde el Almendral desde el 1er teatro Victoria, 1863
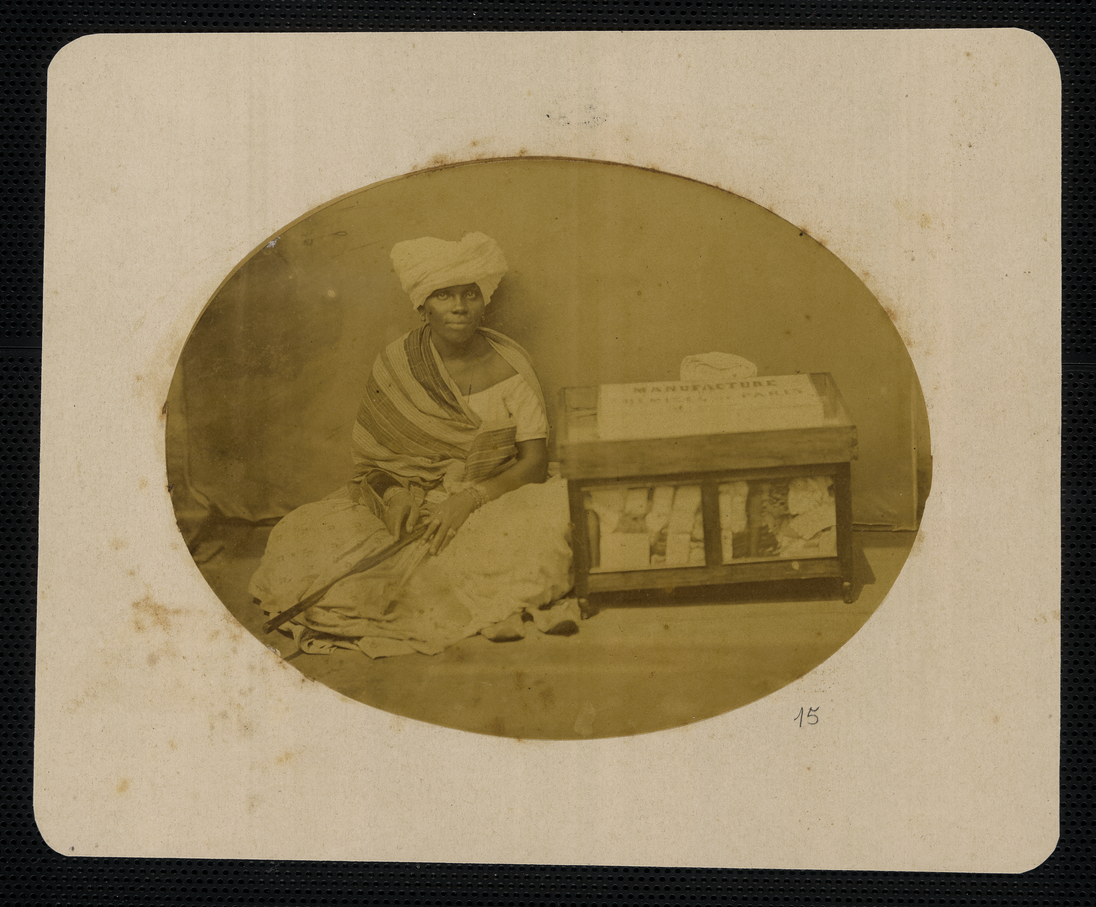
Portrét, 1862
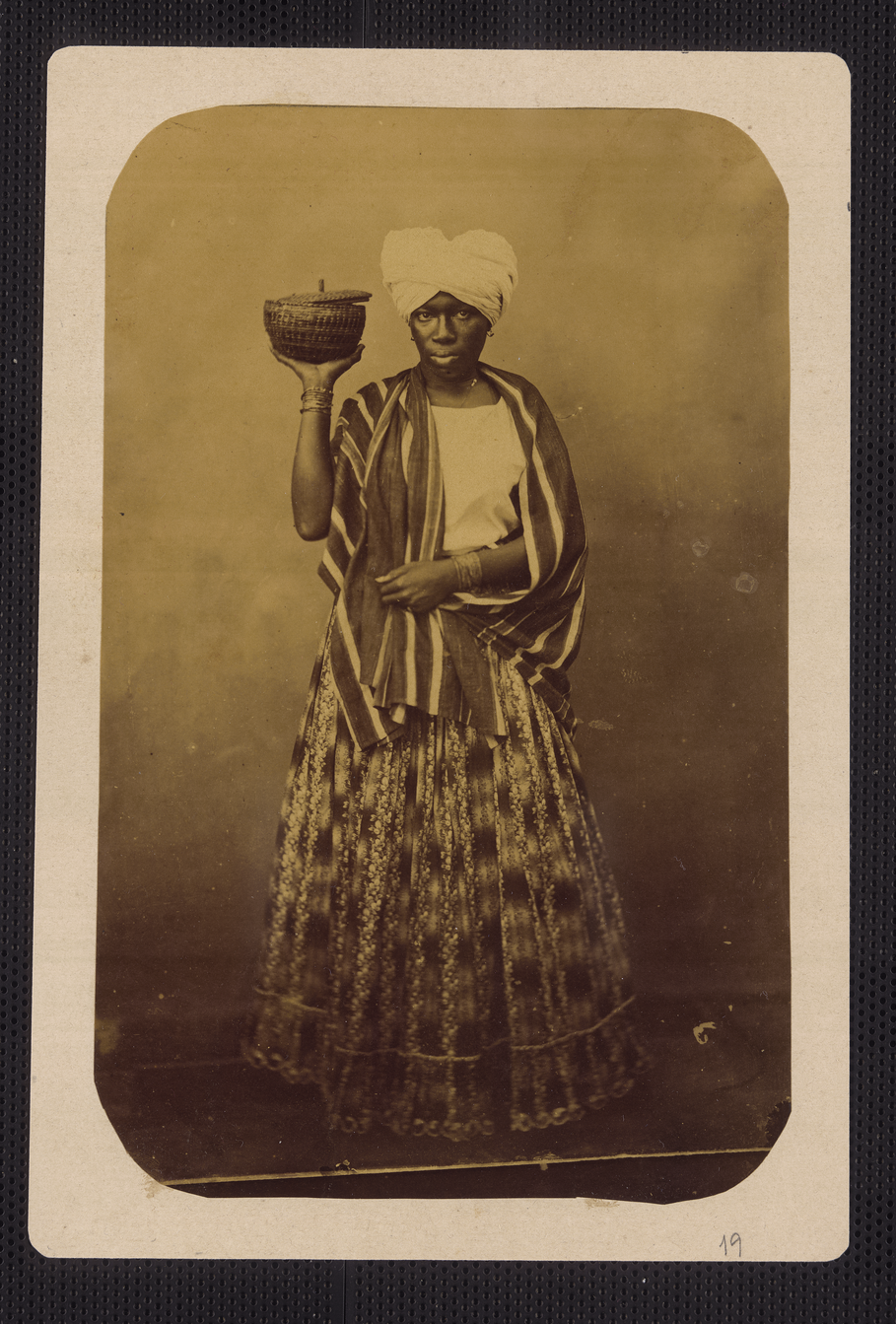
Portrét, 1862
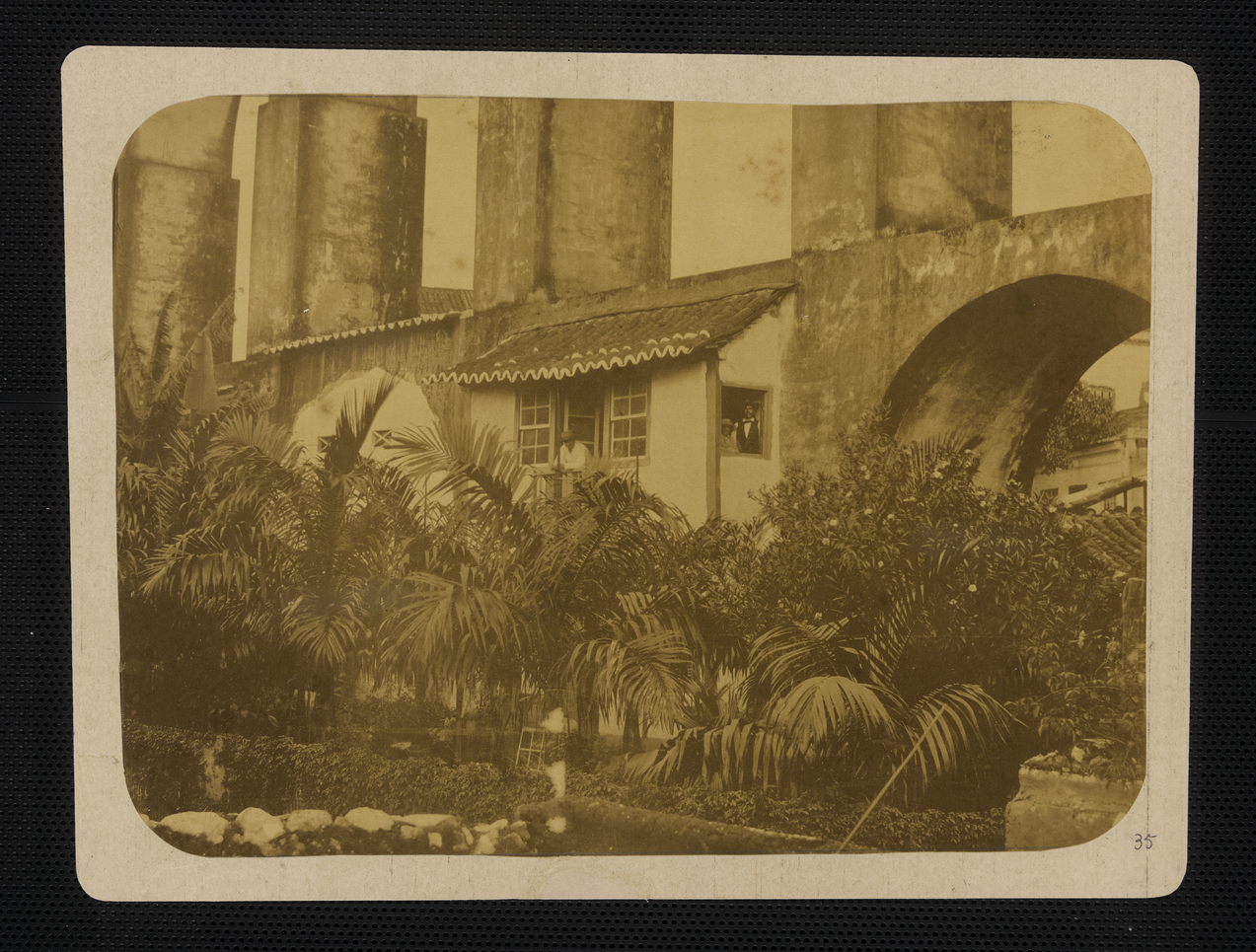
Aqueduct of Saint Teresa - House Under the Arches, 1862